# Cherry Branch
Cherry Branch es un lugar designado por el censo ubicado en el condado de Craven en el estado estadounidense de Carolina del Norte. En el Censo de 2020 tenía una población de 1211 habitantes y una densidad poblacional de 282,28 habitantes por km². Fue incluido como CDP en el censo de 2020.

## Geografía
Cherry Branch se encuentra ubicado en las coordenadas 34°55′58″N 76°48′37″O / 34.93278, -76.81028. Según la Oficina del Censo de los Estados Unidos,  tiene una superficie total de 4.29km², de la cual 2,97 km² corresponden a tierra firme y 1,32 km² a agua.